# Risc creditici
Risc creditici o risc de crèdit (en anglès: Credit risk, o Default risk) és el risc que assumeix un inversor davant la possibilitat que el creditor incompleixi les seves obligacions contractuals i no faci el pagament per retornar el crèdit; si es produeix aquest fet, té lloc una Suspensió de pagaments. El concepte risc creditici es relaciona habitualment amb les institucions financeres i els bancs, però afecta també empreses i organismes d'altres sectors.